# 沼田鈴子
沼田 鈴子（ぬまた すずこ、1923年〈大正12年〉7月30日 - 2011年〈平成23年〉7月12日）は、日本の平和運動家。広島市原爆被害者の会の元副会長、広島を語る会の元会員。大阪府出身。
広島市への原子爆弾投下での被爆者の1人。被爆により左脚を失い絶望に陥ったところを、被爆アオギリを見て生きる希望を取りもどし、切断障害を抱えた身でありながら被爆体験証言活動と平和運動に心血を注いだ。証言活動では被爆アオギリのことを多く語ったことから「アオギリの語り部」として知られる。

## 経歴

### 被爆までの生涯

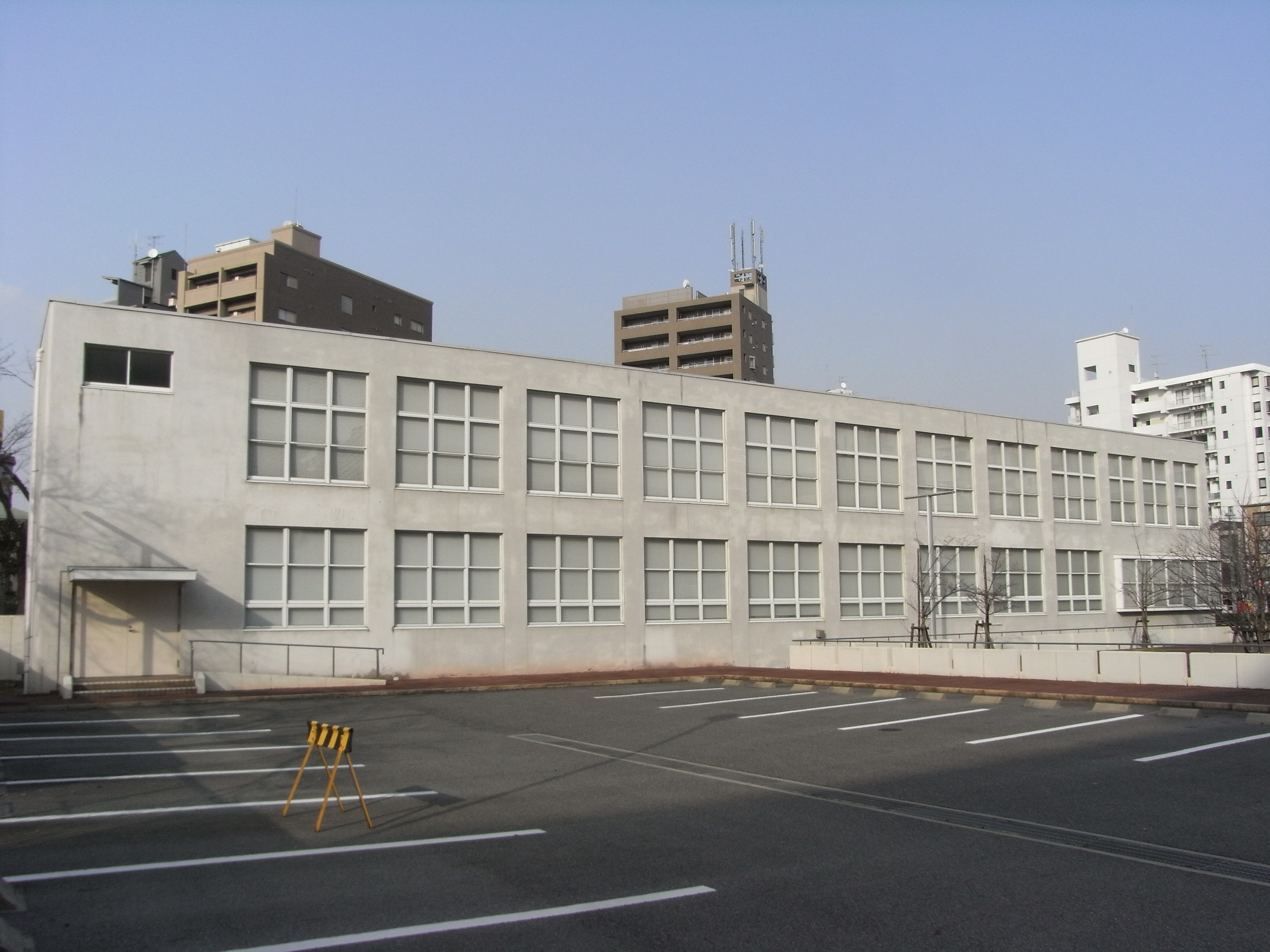
切断手術を受けた逓信病院。現在は広島逓信病院旧外来棟被爆資料室として保存されている。

父は沼田秀玉といい、1929年（昭和4年）から逓信系業界紙『逓信萬報』を発行していたが太平洋戦争中新聞事業令に準じて廃刊、その後は広島逓信省で働いていた。妹がおり、のちに沼田とともに広島逓信省で働いている。
1923年（大正12年）に誕生した。幼少時は男子のように活発な性格であった。1927年（昭和2年）に広島県に転居した。安田高等女学校在学中の1937年（昭和12年）に日中戦争が勃発し、2年後には勤労動員に駆り出され、青春期を戦争の最中で育った。1940年（昭和15年）に女学校を卒業。1945年（昭和20年）8月6日の広島市への原子爆弾投下当時、沼田は広島逓信省内に置かれた防衛通信施設局中部施設部（本部は大阪）の第2中隊付きの事務員を務めていた。

### 被爆 - 戦後
同年8月6日午前8時15分、その広島逓信省内で被爆（爆心地より1.3キロメートル）し、瓦礫に左脚を潰された。被爆直後は足首から先を失っただけだったが、戦時下の混乱で治療が遅れるうちに、真夏の猛暑で傷口が化膿し、左脚が膝まで腐食して生命の危うい状態となったため、左腿から下すべての切断を余儀なくされた。戦時下の物資不足のため、切断手術はほとんど麻酔なしで行なわれ、病院中に鈴子の悲鳴が響き渡った。
追い討ちをかけるように、当時戦地へ赴いていた婚約者の戦死が知らされた。本来なら同月中に公用で帰国し、鈴子と結婚式を挙げる予定であった。こうして鈴子は戦争により左脚、婚約者、将来の夢を失った。
終戦後の1946年（昭和21年）3月、鈴子の入院していた病院にアメリカの米国戦略爆撃調査団から依頼があり、鈴子は被爆者として16mmフィルムで撮影され、まだ傷の癒えない脚の切断面が映像におさめられた。当時はただ、周囲に言われるがままに行なったに過ぎないが、後にこのことが鈴子の運命を大きく変えることとなる。
退院後、義足での歩行練習の末に復職したものの、被爆者や障害者への差別や偏見に遭い、半年で自ら辞表を提出。次第に心が荒び、やがて自殺寸前にまで陥った。

### 再起

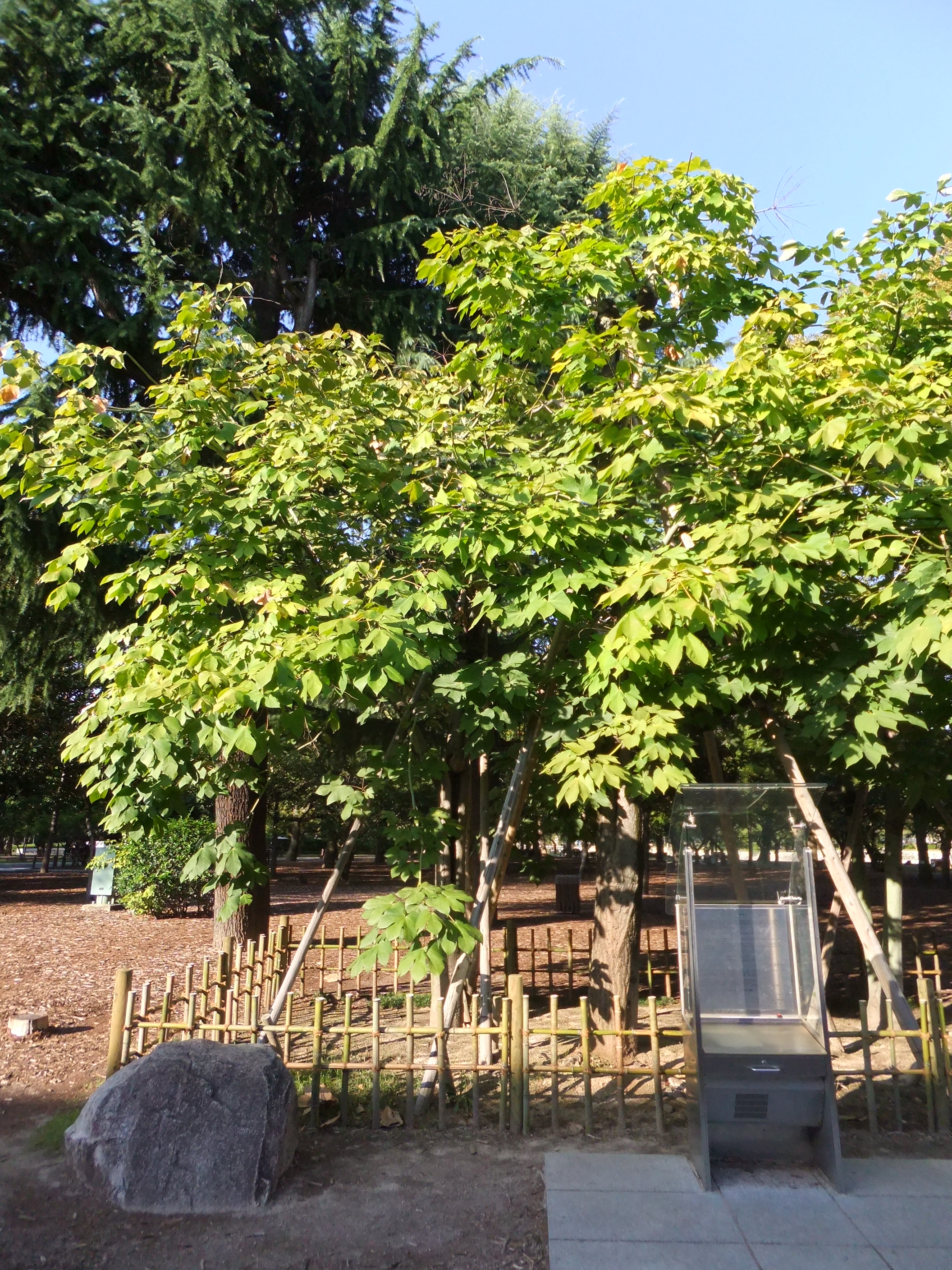
被爆アオギリ。1973年に広島平和記念公園に移植されている。

そんな矢先、被爆で今にも枯れそうなアオギリを目にし、見るも無残な木の姿を今の自分に重ね合せるが、その無残なアオギリから新しい葉が芽吹いている様子を目にし、惨い姿となってもなお生きようとするアオギリに心を動かされ、生きる気力を取り戻した。被爆アオギリは鈴子にとって命の恩人であり、分身ともいえる存在となった。
後に得意であった裁縫をいかした教師職を目指し、年下の学生たちに交じっての猛勉強の末、1951年（昭和26年）、母校である安田学園・安田女子高校で家庭科の教師職に就いた。脚の不自由な身ではあったが、教師生活は順調であり、後に母の介護が必要となるまでの28年間、教員生活を送ることになった。
しかし、かつての差別や偏見で負った心の傷から、教師期間中は自分が被爆者であることは自ら話すことはなく、義足も和服姿で隠していた。被爆した生徒に、自分の被爆体験を語ることもあったが、時が経つにつれて生徒の中に被爆経験を持つ者もいなくなり、次第に鈴子は被爆経験を心の中に閉じ込めるようになった。

### 被爆体験証言活動

#### 10フィート運動
1970年代後半から、アメリカの原爆記録フィルムを日本が買い取って公開する市民運動「10フィート運動」が始められていた。1981年（昭和56年）5月10日、当時の10フィート運動の中心人物である広島事務局長・永井秀明が鈴子を訪ね、フィルムの中に鈴子が映っていることから、フィルムの公開と、上映活動の協力を依頼した。
試写会において、映像内の自分の片脚姿を目の当たりにした鈴子は当初、その姿を世界中に晒すことに激しい抵抗感を覚える。しかし、同席していた被爆者・坂本文子の説得により心を動かされ、原爆の惨事の中で「生かされた者」として、被爆体験を後世の人々に伝える使命に目覚め、原爆での犠牲者たちにかわり、原爆の恐ろしさと愚かさを世界中に伝えることを決意した。この5年前から母が原爆養護ホームに入居しており、見舞いで多くの被爆者に接していたことの影響もあった。
活動に際して同年、鈴子が教師職を務めていた安田学園では、鈴子の講演会が開かれた。10フィート運動に学校をあげて参加するための企画として募金活動も行われ、その額は37万7515円にのぼった。これを機に安田学園では毎年、平和月間を設定して様々な平和行事が行われることとなった。
1982年（昭和57年）、鈴子は永井らとともに日本を発ち、ヨーロッパとアメリカを回る24日間の旅に出た。ヨーロッパではオランダのアムステルダムを始め、デン・ハーグ、スイスのジュネーヴ、ドイツのミュンヘン、フランクフルト・アム・マイン、フィンランドのヘルシンキ、スウェーデンのストックホルム、そしてイギリスのロンドンなど、6か国の11都市を11日間で回る強行日程であった。各地で記録映画『にんげんをかえせ』の上映後、鈴子は壇上に立ち、20万人以上にのぼる広島原爆犠牲者の無念さと核兵器の廃絶を観客たちに訴え、大きな反響を呼んだ。障害をかかえる鈴子の海外活動には不安もあったが、欧米は当時の日本と比較にならないほど障害者への配慮が行き届いていたことも功を奏した。
全欧安全保障協力会議の開催国としてヨーロッパで重要な役割を果たしたフィンランドでは、鈴子の証言を『にんげんをかえせ』に登場する鈴子の場面と合わせて国営テレビで全国放送したいとの希望も寄せられた。アメリカのシカゴでは、最初は映画に否定的だった観客が、鈴子の薦めで映画を見た後、涙ぐみながら自分の無知さを鈴子に詫びる一幕もあった。
この経験により、鈴子は体験を語ることの重要さを考えるようになった。永井秀明は後に、鈴子が証言活動の最初に世界を回り、世界からの声を受け止めることで、被害者としての立場だけではなく加害者側の国の立場に立つことのできる稀有な証言者となり、この旅は鈴子の活動の原点になったと語っている。

#### 広島平和記念公園での証言活動
1983年（昭和58年）、鈴子は長崎原爆の被爆者でもある平和運動家の江口保から、修学旅行生たちへの被爆証言を依頼された。江口が前年に『にんげんをかえせ』を見て感銘を受けての依頼であった。同年春、広島平和記念公園（以下、平和公園と略）の平和記念館に東京都立江戸川高等学校の修学旅行生たちを迎え、鈴子は初めて学生たちを前に壇上に立った。しかし、過去の悲しさや辛さを思い出すあまり、話の途中に号泣してしまい、とても自身の満足のいく結果ではなかった。このときの生徒たちからの感想は、鈴子を可哀想と思う同情的な感想が大半だった。
鈴子は単に同情をひくだけではなく、原爆や戦争の恐ろしさ、核兵器の現状、平和運動のあり方について説くべきと考え、それらについて独学で勉強を開始した。当時の鈴子が用いていた手帳には、非核三原則、INF（中距離核戦力）、戦略核兵器、原爆病など、核問題に関するメモが多数書き込まれている。その甲斐あって鈴子の証言には次第に説得力が増し、証言を聞いた学生たちからも、戦争や平和について考える感想が寄せられるようになった。
証言活動を続けるうちに、幼稚園児や保育園児たちのような幼い子供たちへの証言も依頼され、彼らに親しみを持ってもらえるよう、話の中の一人称に「私」ではなく「おばちゃん」を用い始めた。いつしか鈴子は証言活動において「おばちゃん」「沼田のおばちゃん」の呼び名で親しまれるようになった。

#### 碑めぐり
被爆体験証言活動における「碑めぐり」とは、平和公園内にある原爆死没者慰霊碑を回って歩き、それらの碑のことを説明しながら被爆体験を話すことをいう。
1983年11月6日、大阪府立西成高等学校（以下、西成高と略）の生徒たちが修学旅行で広島を訪れるにあたり、鈴子はこの碑めぐりを依頼された。それまで平和公園の碑を訪れたことはあったが、不自由な体のために公園内を歩き回ったことはなかった。ただでさえ長距離の歩行が不安なことに加え、活動当日、服装の乱れた荒れ放題の生徒たちを見て愕然とする。しかし、思いがけずその生徒たちが鈴子の義足を気遣って優しい言葉をかけ、鈴子の不自由さを労わり、生徒たちの明るい性格もあって、鈴子は初の碑めぐりを無事に成功させた。反抗的な性格のために差別を受けていた生徒たちは、被爆者たちの差別の体験談を他人事と思えないと言い、鈴子の語りに涙を流す生徒もいた。
後に鈴子は、この西成高の生徒たちから歩く勇気を与えられたと語っている。西成高の生徒たちはその後も、鈴子の証言をもとに文化祭で原爆ドームの模型の展示を行なったり、修学旅行の後も自費で再び広島へ鈴子に逢いに来たりと、鈴子が証言者としての自信を高めるきっかけとなった。鈴子と西成高の交流の模様は後に、1984年（昭和59年）のNHKドキュメンタリー番組『絆、高校生とヒロシマ』でも取り上げられた。
その後も修学旅行や校外学習で広島を訪れる学校から証言活動の依頼が増え、鈴子は毎日精力的に証言活動を続け、その中に碑めぐりを積極的に取り入れるようになった。雨の日も風の日も、活動はほとんど毎日続けられた。一時期には証言相手の学校は年間200校にのぼり、1日に4校を相手にすることもあった。生徒たちの中には、韓国人の原爆犠牲者慰霊碑の見学を望む者、旧日本軍の戦闘行為に関連して広島を学ぼうとする者、世界と広島との関連を模索する者などもおり、単なる過去の戦争としてだけではなく、現在の状況との関連で広島を学ぶする姿勢に、鈴子は期待を寄せていた。
60歳以降はそれまでの趣味を一切捨て、自宅では体力の回復に専念していたが、それでも連日の活動で義足を支える左脚への負担は著しく、1984年8月14日に緊急入院。手術の末にもう義足をつけることのできない身となり、以降、鈴子は片脚で松葉杖をついて証言活動を続けた。脚を和服で隠すこともやめ、洋装のスカート姿で、片脚のありのままの姿を晒すようになった。これは自分が障害者であることを隠さずに生きることの宣言でもあった。松葉杖をつく腕の邪魔にならないように髪も短く切り、傘が差せないので雨の日はレインコート姿で証言活動を行なった。
1998年（平成10年）1月には松葉杖と片脚での歩行の負担に体が耐え切れず、緊急入院。ついに松葉杖での歩行すら不可能となったが、その後も車椅子に乗って活動を続けた。

### 平和運動

#### 日本国内
被爆から40年目の1985年（昭和60年）、広島平和記念式典の模様が初めてアメリカに生中継され、鈴子も語り部として参加した。
戦争での傷跡の残る土地同士の平和交流の場として「ヒロシマとオキナワを結ぶ市民の会」が結成されると、鈴子はこれに参加。1988年（昭和63年）に沖縄にわたり、アメリカ空軍の空軍基地である嘉手納飛行場に隣接した北谷町などを訪ねた。当時同行していた20歳代の女性ジャーナリストは、自分が疲労困憊のときも鈴子は松葉杖で元気に歩いているのに感動したが、戦闘機を見た途端、普段温和な顔が近寄りがたいほどの憎しみの表情に変わったのが印象的だったと語っている。その後も鈴子は沖縄を毎年訪れ、1992年（平成4年）には慰霊の日を翌日に迎えた6月22日に、現地の南風原小学校・中学校などで被爆体験を語るとともに、反戦について訴えた。
被爆50年の翌年にあたる1996年（平成8年）には、広島市民による平和活動の拠点としてNPO法人「広島アジア友好学院」が誕生し、鈴子は副院長に就任、翌1997年（平成9年）には2代目院長に就任し、アジア各地での平和運動に尽力した。同団体の理事長である山田忠文は、その後も鈴子を晩年までサポートし続けることとなった。
1998年、被爆アオギリを通じて平和教育を広げる目的で、広島市内の教職員たちが「被爆アオギリのねがいを広める会」を結成。鈴子はその代表に就任した。同会により被爆アオギリの趣旨と、アオギリのことを児童向けに綴った絵本『アオギリのねがい 被爆アオギリ二世物語』が県外に配布されており、絵本の中には鈴子の姿を髣髴させる、片脚を失った松葉杖姿の女性が登場している。
2006年（平成18年）、被爆アオギリの願いを広めるための「アオギリサミット」が開催。当時、鈴子は関節リウマチなどで入院中のために参加はできなかったが、病床から、被爆アオギリの命が2世へ受け継がれたことと同様、高齢化した被爆者の平和への想いを若い世代が受け継ぎ、若者たちが平和を広めていくことを願うメッセージを寄せた。
同年の教育基本法改訂において、「真理と平和を希求」の「平和」が「正義」に変り、「我が国と郷土」という条項が盛り込まれた際には、愛国心を法律で植え付け、自分たちのような戦前の教育に戻そうとしているとして改訂に反対し、教育の大切さと恐ろしさを訴えた。また同年に防衛省が防衛庁から省へ昇格したことについては、自衛隊を戦闘行為が可能なよう改憲することが先にあると推察した。そうした危惧から、次世代を担う者たる子供たちに対しては、現在の日本が決して平和と言い切れないこと、善悪を判断して真実を見つめること、戦争を起こさない人間に育つことを諭していた。

#### 日本国外
1985年、前述の西成高の生徒たちを通じて在日朝鮮人と触れ合う機会があり、差別問題に関心があったことから、韓国へ渡航。この旅を通じて鈴子は、被爆者・被害者としての立場だけではなく、侵略戦争を起こした加害者側の国の人間としての意識を持つに至った（シンガポールで被爆体験を語った際、加害者意識が希薄として酷評されたことがあった）。
真珠湾攻撃の50年目を翌年に控えた1990年（平成2年）、ハワイでのシンポジウムに参加。アメリカの退役軍人たちを相手に、加害者側の人間として日本の戦争行為について謝罪し、核兵器廃絶と平和について訴えた。このとき鈴子の活動に携わった辻元清美（後の衆議院議員）は、鈴子の反戦と反核にかける熱意に感動したと語っている。地元のホノルル新聞では、鈴子の平和を訴える無償の旅が、若者たちに彼らの知らない戦争の恐ろしさを教えるものだと評価された。鈴子が日本へ戻った後には、真珠湾攻撃のとき現地にいて死と隣り合せだったという元軍人から、鈴子の勇気や真実に対する献身に感動する旨の手紙が届き、鈴子は真珠湾攻撃を憎んでいるはずのアメリカ人たちと理解し合えたことを痛感した。
1991年（平成3年）、広島大学の中国・アジア研究室教授の小林文男を通じて中華人民共和国の重慶爆撃の凄惨な事実を聞かされたこと機に、有志を募って訪中。重慶市の戦没者の慰霊式に参列し、追悼文を読み上げた。被爆者である鈴子が慰霊祭に参列して追悼を行なったことは、現地紙で大きく報じられた。著名な彫刻家である広州美術学院副院長の曹崇恩は、平和をテーマとした彫刻として鈴子の鏡像を製作しており、広州市の平和公園に鈴子の銅像の建造を提案するなど、鈴子の生き様に感銘を受ける中国人も現れ始めた。
1995年（平成7年）9月には、イタリアのバルドゥチ移民・難民支援センターの招待で、イタリアの学生たちに平和や命の大切などについて説いた。その後も1997年5月、2000年9月と3度にわたって渡伊し、2度目はテレビ新広島のドキュメンタリー番組『夏の陽の下で』で取り上げられ、3度目には被爆アオギリ2世のバルドゥチ移民・難民支援センターへの植樹式が行われ、友好が深められた。
同年にアメリカのスミソニアン航空宇宙博物館で企画されていた原爆展が事実上頓挫したことを機に、1997年、鈴子はアメリカのミネアポリスに招かれた。原爆展中止には、日本の侵略戦争に憎悪と反対を抱くアジア系アメリカ人たちの強い反対という事情があり、渡米目的は原爆展反対者たちとの交流であった。原爆展に反対する現地人たちの空気は重苦しかったが、鈴子が現地のマカレスター大学で壇上に立ち、大勢の学生、アジア系市民、退役軍人たちを前に、核兵器の恐怖や平和への祈りを強く訴えると、割れんばかりの拍手が贈られた。原爆展反対派の急先鋒の人物の1人は鈴子を自宅に招待し、日本の過去の戦争行為について話した鈴子の勇気を称賛した。ミネアポリス韓国人教会でも鈴子の講演が行われたが、韓国人教会での日本人の講演は異例のことであった。
2000年にはドイツへの講演旅行を行ない、ドイツ北部で11日間にわたって、13か所の高校や大学で、被爆体験を語った。それまでもドイツに二度訪れており、1995年に訪れたときには「また被爆体験を話してほしい」と依頼されていたところが、1998年に体調不良による入院で証言活動を中断した後、インドとパキスタンの核実験を受けて、核の恐怖を若い世代に伝えるべく、活動を再開したものである。

#### 反原発活動
鈴子は1985年にフィリピンで反原発活動家たちに出逢い、さらに翌1986年（昭和61年）のチェルノブイリ原子力発電所事故を機に、原子力発電所の安全性に疑いの目を持ち始めた。原子力の平和利用といわれる原発で被害が出た事実から、原発はいわば核兵器の原料を作っているに等しく、放射能の脅威は兵器のみならず原子力自体に潜んでいると冷徹に考え、原発を核兵器と表裏一体の存在と見なすようになった。
同事故で被爆地である広島から支援の声が上がったこともあり、広島県府中市の市民団体「ジュノーの会」に入会し、広島の医師をチェルノブイリに派遣し、チェルノブイリの子供たちを広島へ招くべく、募金活動による相互交流を進めて成果を上げた。同会は、スイスの医師マルセル・ジュノーにちなんで結成された組織であり、鈴子の入会には、被爆時にマルセル・ジュノーがいち早く自分たち被爆者を支援したことも背景にあった。
1992年にミハイル・ゴルバチョフが広島を訪れた際は、被爆者代表として自身の体験を述べるとともに、チェルノブイリの原発事故について語り、放射能の危機に晒される現地の子供たちの将来を危惧し、さらに原水禁運動家の森滝市郎の言葉「核と人類は共存できません」を突きつけた。
1995年には、日本の原発から出た高レベル放射性廃棄物の海上輸送に反対するため、反核市民団体プルトニウム・アクション・ヒロシマ代表の大庭里美、環境NGOグリーン・アクション代表のアイリーン・美緒子・スミスとともにパナマにわたった。フランスを発った高レベル放射性廃棄物返還輸送船パシフィック・ピンテール号はパナマ運河を通って青森県の核燃料サイクル施設へ向かう予定であったが、事故による放射能汚染を危惧した鈴子らは、パナマ市内の集会で放射能の危険性を強調し、輸送船にパナマ運河を航行させないよう呼びかけた。一同の尽力でパナマの反核意識は高まり、ついに国会議員までが動き出し、輸送船はパナマ運河を迂回して南米を回るコースに切り替える結果となった。

### 晩年
80歳を超えると、鈴子の活動はすでに体力の限界に達し、2005年（平成17年）秋に老人ホームに入居した。ホームの鈴子のもとへは依然として人の出入りが絶えることがなく、時に自室で、時には施設内の食堂で、時には車椅子に乗ってホーム外で証言活動を続けた。
平和への危機意識は老いてもさらに高まり、日本の行く末を常に憂慮していた。戦前のように若者たちが徴兵される時代と化してはいけないと願い「憲法9条を変えて、日本を戦争のできる国にしてはいけんよ」と繰り返し、訴えていた。朝鮮民主主義人民共和国の2006年および2009年の核実験強行には激しい怒りをぶつけ、自分のような被害者が再び出ることを懸念していた。
2011年（平成23年）に東北地方太平洋沖地震、そして福島第一原子力発電所事故が発生。自分の唱えてきた放射能の危険が現実のものとなり、しかも場所が、鈴子が証言活動で何度も訪れた東北地方であったことに激しいショックを受け、過呼吸に陥り、食事や睡眠すらできない状態に陥って入院、絶対安静の身となった。前述の広島アジア友好学院理事長・山田忠文は、この原発事故が鈴子の心臓に想像以上の衝撃を与えたと語っている。それでも同年5月14日には「核兵器廃絶をめざすヒロシマの会」に病院を飛び出して参加し、福島県の危機と支援を訴えた。
その後、平和公園で被爆アオギリに再会した後に病院に戻るが、それきり声すら出すことのできない病状に陥った。なおも同年8月6日開催予定の「被爆66周年 8・6ヒロシマのつどい」に向け、放射能と核兵器の恐怖、原発追放を強く訴えるアピール文をパンフレットに寄せた。
親交のあった毎日新聞記者（当時）の広岩近広が7月6日に面会したときには、ベッドの上で小さくなり、手を握り返す力を失いながらも、広岩に強い視線を向けていた。しかし8月6日当日の集会を目前としながら、同年7月12日に広島市東区の病院で、心不全により満87歳で死去した。「韓国の原爆被害者を救援する市民の会」の広島支部長である豊永恵三郎によれば、同集会では多くの人々が鈴子に逢いたいと望んでいたといい、その集会の目前の死去であった。
最終的に鈴子が平和を祈って行脚した国は21か国、証言を聞いた子供たちの数はのべ10万人にのぼった。

## 家族
両親の他、7歳上の兄、1歳下の妹、4歳下の弟の、4人の兄弟姉妹であった。広島原爆の投下当時は、弟は予科練に行っていたため被爆を免れた。広島市内にいた家族たちは皆、負傷を負いながらも奇跡的に生き延びた。
妹は総子（ふさこ）は、姉同様に広島逓信省の職場で被爆した。被爆のためか鈴子同様に結婚せず、姉妹で助け合って生活した。自らも被爆者であるが、被爆体験を語ることはなく、黙々と家事をこなし、日本国外への渡航費など、姉の語り部としての活動を支えた。鈴子の語り部としての平和活動は、妹の総子の支えが大きい。永井英明は「総子さんがいなければ、現在の鈴子さんの目覚ましい活動は無かったと思う」と語っている。家事の傍らで俳句も嗜み、句集に『総（ふさ）』（NCID BA36984619）がある。多くの病気や癌、癌治療に伴う体調不良に苦しめられた末に、2008年（平成20年）8月5日に死去した。

## 没後
没日の翌月の2011年8月、フジテレビジョンでは報道特別番組『託す 〜語り部 沼田鈴子がまいた種〜』が放映され、鈴子の被爆証言を聞いた人々がその経験を活かしている様子や、鈴子の証言をもとに反核兵器活動に取り組んでいる人々の姿が伝えられた。
2012年（平成24年）1月には、追悼集会「沼田鈴子さんがまいた種 命の再生・希望の創造」が開催され、出席者達は鈴子の遺志を継ぐ決意を新たにした。
「被爆アオギリのねがいを広める会」は鈴子の没後も、代表を鈴子としたまま活動を続けている。鈴子の誕生日にあたる2012年7月30日には「沼田鈴子さんを偲ぶ会」が開かれ、鈴子の遺志を受け継いで平和への願いを新たにする場となった。
同年には、鈴子と親交のあった音楽関係者らの企画により、鈴子をモデルとした映画『アオギリにたくして』の製作が開始され、2013年（平成25年）に完成。同年7月より日本各地で上映されている。鈴子をモデルとしたキャラクター・田中節子役を、女優の原日出子が演じている。

## 評価
2012年の追悼集会「沼田鈴子さんがまいた種」において、総合司会である杉浦圭子により、鈴子の半生が以下の通り紹介され、広島市立大学広島平和研究所（当時）の田中利幸により、以下の言葉で集会が結ばれた。
鈴子の語り部としての活動について、前述の江口保はその証言を「人間味そのものを表すような暖かさと、その中で苦痛を乗り越えて生きてきた強さが伝わってくる」と語っていた。10フィート運動の中心人物である永井秀明は、記録映画『にんげんをかえせ』が学生たちを相手とする平和教育に用いられていることから、その映画に収録されている鈴子が「映画のおばちゃん」として、修学旅行の子供たちに直接語りかけることで、大きな影響力を与えられていると指摘した三枝 1995, p. 125。鈴子の没後には、永井は「前向きな人。アジアの人たちと交流し、戦争中の日本の『加害』の側面も直視する被爆者でもあった」と評した。

## 著作
- 沼田鈴子, 大庭里美「証言 広島の悲劇を繰り返すな (原発亡国ニッポン(13))」『金曜日』第8巻第1号、金曜日、2000年1月、27-29頁、NAID 40005027650、NCID AN10423846。
- 斎藤貴男, 知念ウシ, 沼田鈴子, 広岩近広『あなたは戦争で死ねますか』日本放送出版協会〈生活人新書〉、2007年。ISBN 9784140882306。 NCID BA82896511。全国書誌番号:21374522。